# Presidentvalet i Rumänien 2025
Presidentvalet i Rumänien 2025 inleddes med ett första val den 4 maj 2025. Eftersom ingen kandidat redan då fick över 50 procent av rösterna hölls ett andra val den 18 maj 2025 mellan Nicușor Dan och George Simion, de två kandidater som samlat flest röster i den första valomgången. I den andra valomgången fick Nicușor Dan 53,6 procent av rösterna och vann valet.
Presidentvalet genomfördes med anledning av att presidentvalet 2024 hade upphävts av Rumäniens högsta domstol.